# Sławięcice
Sławięcice [swavjɛɲˈt͡ɕit͡sɛ] (deutsch Slawentzitz auch Schlawentzitz, 1936–1945 Ehrenforst) ist ein Stadtteil der Stadt Kędzierzyn-Koźle im Powiat Kędzierzyńsko-Kozielski in der Woiwodschaft Opole in Polen. Die zuvor eigenständige Stadt verschmolz 1975 mit den am rechten Oderufer und der Klodnitz gelegenen Industriestädten Kędzierzyn (Kandrzin) und Kłodnica (Kłodnica) und der links der Oder befindlichen alten Stadt Koźle (Cosel) zur Stadt Kędzierzyn-Koźle.

## Geschichte

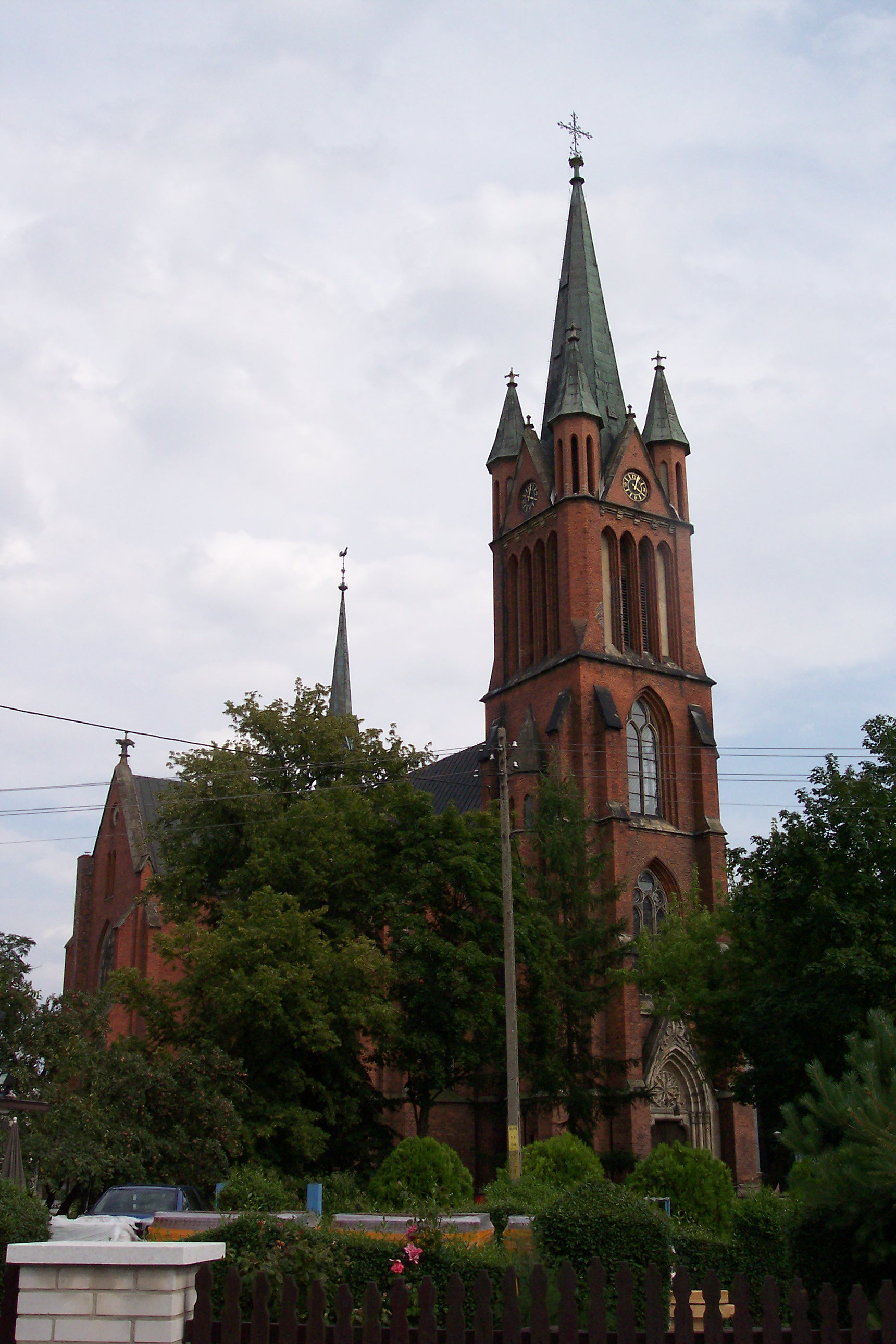
Die neugotische Pfarrkirche St. Katharina

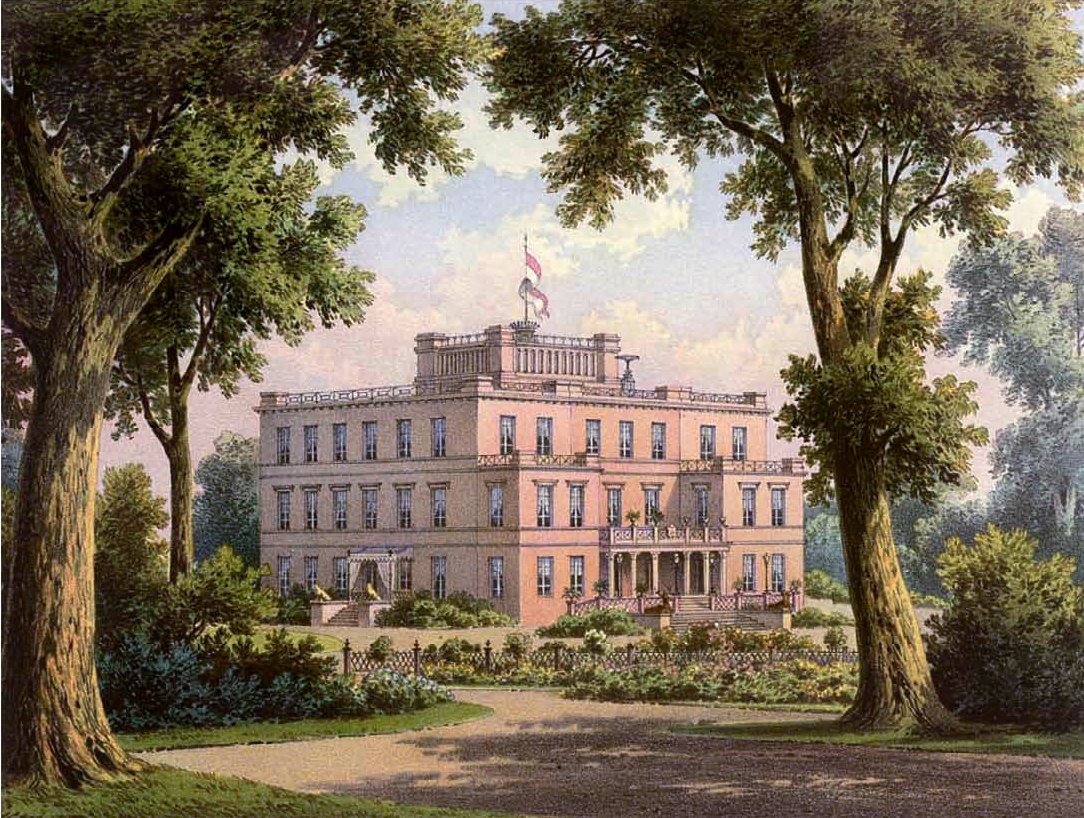
Schloss Slawentzitz um 1860, Sammlung Alexander Duncker

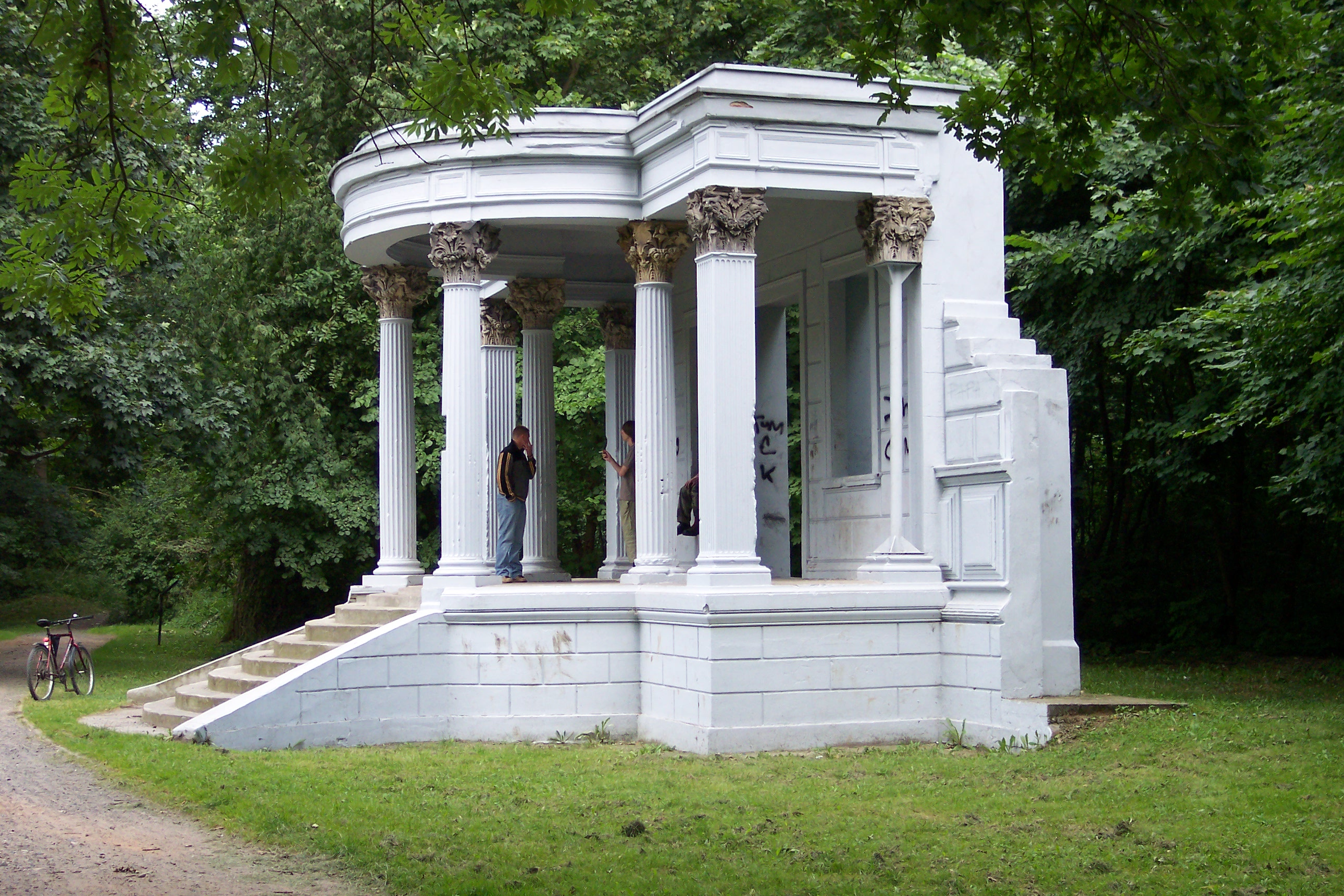
Reste Schloss Slawentzitz

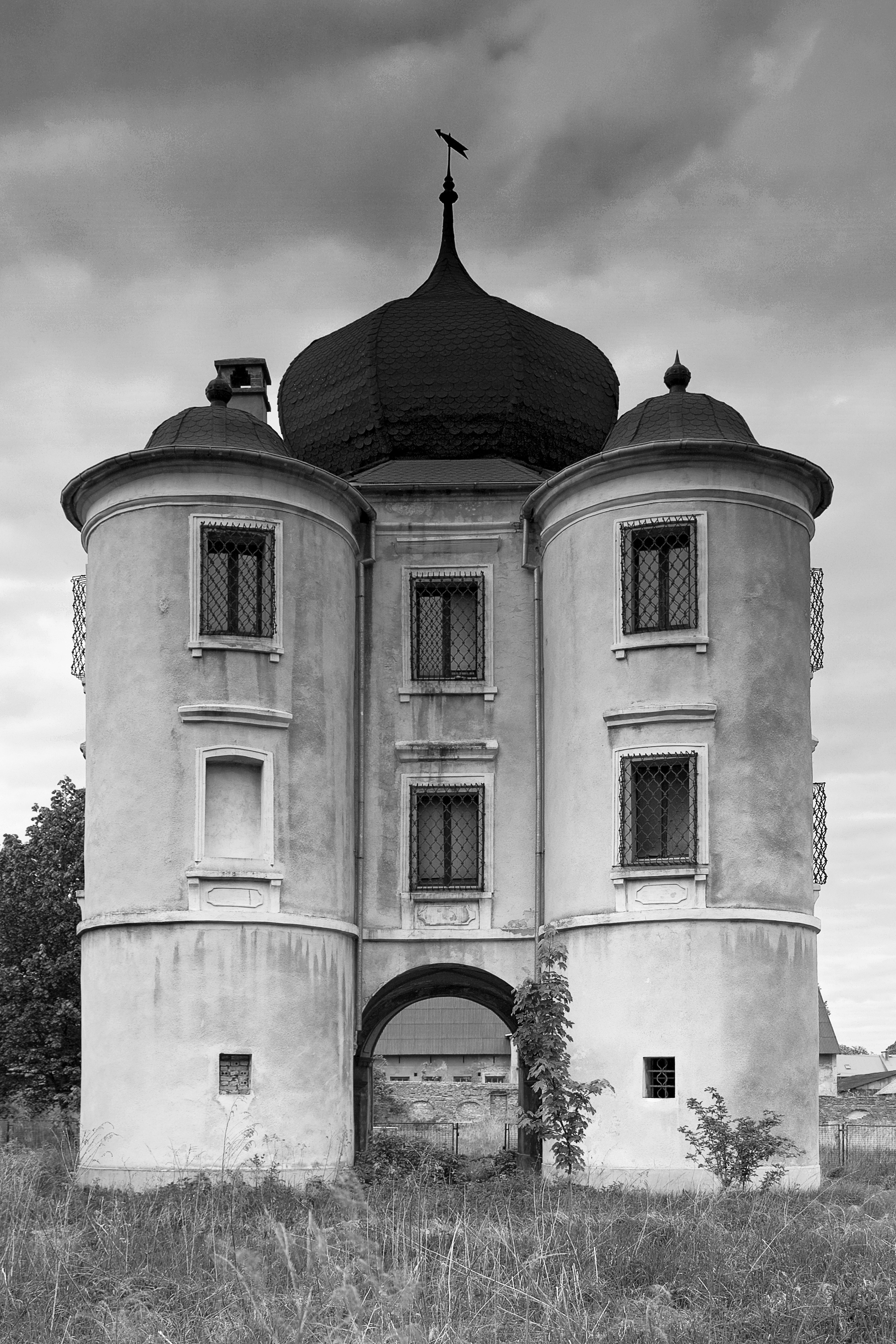
Flemmingschlösschen

Sławięcice liegt zwölf Kilometer nordöstlich von Cosel an der Klodnitz und war Sitz einer als Fideikommiss angelegten Standesherrschaft.
Der Ort wurde um 1250 als Konkurrenzstadt zur benachbarten bischöflichen Gründung Ujest durch die Herzöge von Oppeln gegründet. Doch schon 1260 konnte sich das Bistum durchsetzen und Herzog Wladislaus I. musste das Stadtrecht wieder entziehen.
Der Ort blieb ein Marktflecken und herzogliches Kammergut mit dem Schloss Slawentzitz aus dem 15. Jahrhundert, er hatte lediglich als katholisches Pfarrdorf Bedeutung.
Nachdem im Jahre 1702 der kursächsische General und spätere Minister Heinrich Jakob Reichsgraf von Flemming das Gut von der Gräfin Henchelin erworben hatte, ließ er 1709 in Slawentzitz und den Nachbarorten Jakobswalde und Blechhammer (Blachownia Śląska) mehrere Eisen- und Messinghämmer errichten, wobei letzterer zu dieser Zeit als das modernste Hüttenwerk in Oberschlesien galt.
Am 14. Juni 1714 gelangte die Herrschaft im Tausch gegen das Rittergut Burgscheidungen mit dem dazugehörigen Vorwerk Birkigt im Amt Freyburg an Adolph Magnus Freiherr von Hoym. Zwischen 1716 und 1720 ließ dieser an dem dem Schloss gegenüberliegenden Ufer der Klodnitz ein Gartenschloss nach dem Vorbild von Schloss Versailles errichten, das aber bald abbrannte. Ferner erweiterte er die Messinghämmer. Durch Heirat gelangte das Gut 1782 an den preußischen General Friedrich Ludwig zu Hohenlohe-Ingelfingen, der 1806 in den Ruhestand versetzt wurde. Nach dessen Tod entstand im Schlosspark ein monumentales Grabmal aus Gusseisen mit dem Leitspruch der Familie zu Hohenlohe. Sein Sohn August Fürst zu Hohenlohe-Öhringen, baute das 1827 nach einem Blitzeinschlag ausgebrannte alte Schloss wieder auf.
Dessen Sohn Hugo Fürst zu Hohenlohe-Öhringen, der die Herrschaft ab 1849 innehatte, erlangte 1861 bei der Krönungsfeier Wilhelms I. den Titel eines Herzogs von Ujest. Das Herzogtum, das seinen Sitz in Slawentzitz hatte, vereinte die Fideikommisse Slawentzitz, Ujest und Bitschin mit einer Fläche von 175 km².
Durch den Bau des Klodnitzkanals und der Bahnstrecke von Breslau über Kandrzin nach Gleiwitz, die durch die umfangreichen Wälder der Standesherrschaft nur zwei Kilometer südlich des Ortes verläuft, entwickelte sich Slawentzitz von einem unbedeutenden Marktflecken und Holzumschlagplatz zu einem Industriestandort.
Das Haus Hohenlohe zählte zu den bedeutendsten Großunternehmern Oberschlesiens und wurde mit dem Einstieg in den Galmeibergbau und die Zinkverhüttung einer der weltweit größten Zinkhersteller. Slawentzitz war nicht nur Sitz des Hauses Hohenlohe-Öhringen, sondern auch der Verwaltungssitz seines Industrie- und Bergbauimperiums. Der Ort gehörte zum Kreis Cosel, dessen Einwohner zu rund 75 % polnischsprachig waren.
Bei der Volksabstimmung in Oberschlesien am 20. März 1921 entschieden sich im zu 75 % polnischsprachigen Kreis Cosel 75,2 % der Wähler für den Verbleib bei Deutschland und 24,8 % für eine Abtretung an Polen. Daraufhin fanden während des III. Polnischen Aufstands im Sommer 1921 zwischen Slawentzitz und Cosel heftige Gefechte um den St. Annaberg zwischen deutschen Freikorps und den von Wojciech Korfanty geführten polnischen Insurgenten statt. Die im Oktober 1921 geschaffene deutsch-polnische Grenze entlang der Sforza-Linie schlug Slawentzitz Deutschland zu.
Im Zuge der massiven Umbenennungen slawischer Ortsbezeichnungen in Oberschlesien während der Zeit des Nationalsozialismus erhielt Slawentzitz im Jahr 1936 den Namen Ehrenforst.
Während des Zweiten Weltkriegs eroberte die Rote Armee im Januar 1945 den Ort und unterstellte ihn wenig später der Verwaltung der Volksrepublik Polen. Sie änderte den Ortsnamen in Sławięcice und unterzog die Einwohner einer „Verifizierung“, die für nur-deutschsprachige die Vertreibung zur Folge hatte.
Das Schloss mit seinen Parkanlagen und Treibhäusern war bei den Kämpfen stark beschädigt worden; 1948 brannte die Ruine völlig aus.
Nach dem Krieg wurde in Sławięcice eine Wohnsiedlung für die Industriearbeiter von Kędzierzyn und Blachownia Śląska (Blechhammer) gebaut. Die Fläche des Ortes wuchs von 10,76 km² (1931) auf 28,58 km² (1959).
Im Jahr 1973 erhielt Sławięcice nach über 700-jähriger Unterbrechung erneut das Stadtrecht, seit 1959 war der Ort bereits eine Stadtartige Siedlung.

## Sehenswürdigkeiten
- Die katholische Pfarrkirche St. Katharina wurde 1864–1869 nach einem Entwurf des Architekten Friedrich von Schmidt im neugotischen Stil errichtet. Eine Glocke der Pfarrgemeinde aus dem Jahr 1555 wurde während des Zweiten Weltkriegs beschlagnahmt und kehrte nach 77 Jahren 2021 nach Sławięcice zurück.[1]
- Vom Schloss Slawentzitz blieb nur ein Eingangsportikus erhalten. Im weitläufigen Landschaftspark finden sich außerdem die Ruinen des Mausoleums, ein erhaltenes Gartenhaus sowie der eigentümliche barocke Gartenpavillon von 1802.

## Persönlichkeiten
- August zu Hohenlohe-Öhringen (1784–1853), Standesherr und Generalleutnant
- Wilhelm Eduard Scholz (um 1807/1808 – 1866), um 1840 Kapellmeister und Komponist am Hof der Fürsten zu Hohenlohe-Öhringen in Slawentzitz[2][3]
- Hugo zu Hohenlohe-Öhringen (1816–1897), Standesherr und General
- Max zu Hohenlohe-Oehringen (1860–1922), preußischer General
- Paul Goetsch (1867–1932), deutscher Diplomat, Gesandter in Montevideo
- Otto Klewitz (1886–1977), deutscher Ministerialbeamter
- Paul Stoklossa (1887–1927), deutscher Journalist und Zeitungswissenschaftler
- Josef Klose (* 1947), Fußballspieler